# Grodzisk Mazowiecki
Grodzisk Mazowiecki è un comune urbano-rurale polacco del distretto di Grodzisk Mazowiecki, nel voivodato della Masovia.
Ricopre una superficie di 107,03 km² e nel 2006 contava 37 437 abitanti.